# Таланцев, Николай Михайлович
Николай Михайлович Таланцев (1865—1935) — русский промышленник и меценат, потомственный почётный гражданин.

## Биография
Родился в Чебоксарах 7 сентября 1865 года в семье Таланцевых Михаила Михайловича и Софьи Ивановны. 
После окончания уездного училища продолжил учиться в 3-й Казанской гимназии. Проучившись до пятого класса, оставил школу и стал помощником матери в хозяйстве. Занялся общественной жизнью города Ядрина и уезда — в начале 1890-х годов был почетным Мировым судьёй Ядринского округа, директор Ядринской тюрьмы, членом городского библиотечного комитета.
За строительство зданий для сельских школ 6 декабря 1904 года Николай Таланцев получил свою первую награду — ему была пожалована серебряная шейная медаль на аннинской ленте. Одновременно было присвоено звание почетного потомственного гражданина. В 1908 году ему была вручена золотая шейная медаль на станиславской ленте. 
После русско-японской войны 1904-1905 годов Н. М. Таланцев организовал в Ядрине специальный приют, который в то время назывался мужской богадельной. Другим его благотворительным делом стало возведение вместе с братьями в Ядрине каменного здания для глазной и хирургической лечебницы. Лечебница носила имя Любови Алексеевны Таланцевой в память о рано умершей супруге Николая Михайловича.
В 1913 году на очередных выборах Н. М. Таланцев стал городским старостой (головой) и на этом посту оставался вплоть до Октябрьской революции. 
В старости Николай Михайлович Таланцев бедствовал и умер в Горьком 1935 году.

## Семья
Его сын Борис (род. 1892) был агрономом, участвовал в Великой Отечественной войне и погиб в 1944 году.

## Награды
- Был награждён двумя орденами Св. Станислава 3–й степени (за попечительство и за хорошее исполнение своих обязанностей городского старосты в период Первой мировой войны).

## Память
- Бюст Николая Михайловича Таланцева установлен в Ядрине около хирургической больницы.[3]
- В год 150-летия со дня рождения Н. М. Таланцева в Ядринской детской библиотеке была развернута книжная выставка «Николай Михайлович Таланцев - потомственный почетный гражданин г. Ядрин».[4]